# خانه (فیلم ۲۰۱۷)
خانه (به انگلیسی: The house) یک فیلم کمدی آمریکایی به کارگردانی اندرو جی. کوهن است که در ۳۰ ژوئن ۲۰۱۷ توسط کمپانی وارنر برادرز منتشر شد.
از جمله بازیگران این فیلم می‌توان به ویل فرل، رایان سیمپکینز، جیسون مانزوکاس، نیک کرول و امی پولر اشاره کرد.